# 8.º distrito de Hyogo
El 8.º distrito de Hyogo (兵庫県第8区 Hyōgo-ken Dai-hachiku?), también conocido como el  (兵庫8区 Hyōgo hachi-ku?), es un distrito electoral de la cámara de consejeros en la dieta de Japón. Se encuentra en el sudoeste de Hyōgo y consiste en la ciudad de Amagasaki. A partir de septiembre de 2015, se registraron 379,207 votantes elegibles en el distrito. Es uno de los 48 distritos en la región de Kansai que forman el bloque de representación proporcional de Kinki.
El distrito se estableció como parte de la reforma electoral de 1994; el área era previamente parte de 2.º distrito de Hyōgo que eligió cinco representantes por voto único intransferible.
Desde la creación del distrito, ha sido representado por tres personas: ex ministro de Tierra, Infraestructura y Transporte, Tetsuzo Fuyushiba, exgobernador de prefectura de Nagano Yasuo Tanaka, y el representante actual Hiromasa Nakano, quien trabajó con Fuyushiba en el ministro de Tierra, Infraestructura y Transporte.